# Jodła Veitcha
Jodła Veitcha (Abies veitchii) – gatunek drzewa z rodziny sosnowatych. Pochodzi z gór Japonii, występuje na wyspach Honsiu i Sikoku. Występuje w rejonach o dużych opadach, w chłodnych górskich lasach na wysokościach od 1300 do 2800 m n.p.m. Występuje razem z jodłą nikko i powyżej jej zasięgu
. Jest uprawiany w wielu krajach świata, głównie w Europie, USA i Rosji.

## Morfologia
PędyMa pędy szorstkie i brązowe, gęste drobno omszone, z małymi kulistymi czerwono-fioletowymi pączkami.
KoraJasnoszara, długo gładka, u nasady gałęzi tworzą się koliste fałdy.
PączkiMałe, kuliste, okryte żywicą.
LiścieIgły na górnej stronie gałązki ustawione promieniście, na dolnej grzebieniasto rozłożone, skierowane ku wierzchołkowi. Długości do 3 cm, miękkie, ciemnozielone i błyszczące, z podłużną bruzdą, o spodu kredowobiałe. Nie pękają przy zginaniu.
SzyszkiMałe (6–8 cm), fioletowe lub granatowe, lekko widoczne łuski wspierające. Pojawiają się już na młodych drzewach.

## Znaczenie
Jodła Veitcha jest uprawiana jako roślina ozdobna. Jest gatunkiem odpornym na zacienienie w młodym wieku ale jest krótkowieczna. Dobrze znosi mrozy, jest wrażliwa na suszę, nie lubi gleb wapiennych. Dorasta do wysokości 30 m i 90 cm średnicy pnia. Korona wąskostożkowata, gęsta z krótkimi konarami. Nazwa pochodzi od nazwiska podróżnika i ogrodnika Johna Goulda Veitcha, który w 1860 opisał ten gatunek na górze Fudżi. Drzewo chętnie sadzone w ogrodach i parkach. W Polsce duże okazy znajdziemy między innymi w Kórniku i w Wirtach.